# Březina
Březina este o arie protejată (arie specială de conservare — SAC, sit de importanță comunitară — SCI) din Republica Cehă întinsă pe o suprafață de 59,77 ha, integral pe uscat.

## Localizare
Centrul sitului Březina este situat la coordonatele 50°32′46″N 13°53′57″E / 50.546111°N 13.899167°E.

## Înființare
Situl Březina a fost declarat sit de importanță comunitară în aprilie 2005 pentru a proteja 1 specie de animale. Situl a fost protejat și ca arie specială de conservare în iulie 2012.

## Biodiversitate
Situată în ecoregiunea continentală, aria protejată nu include niciun habitat protejat.
La baza desemnării sitului se află o specie protejată de  amfibieni: triton cu creastă (Triturus cristatus).